# Psychotria recurva
Psychotria recurva är en måreväxtart som beskrevs av William Philip Hiern. Psychotria recurva ingår i släktet Psychotria och familjen måreväxter. Inga underarter finns listade i Catalogue of Life.